# Реопексія
Реопексія — властивість окремих неньютонівських рідин, котра полягає у тому, що із збільшенням напруження зсуву в рідині з плином часу збільшується її в'язкість. Реопексні рідини поводять себе так як деякі мастильні матеріали, густішають і навіть тверднуть, коли їх перемішують. Протилежною до реопексії властивістю є тиксотропія, властивість при наявності якої рідини стають менш в'язкими, коли їх починають перемішувати. Тиксотропія властива більшому числу речовин, ніж реопексія.
Прикладами реопексних рідин є гіпсові пасти, суспензії оксиду ванадію, бетоніти та окремі види принтерного чорнила.
Проводяться інтенсивні дослідження нових шляхів створення та використання реопексних матеріалів. Військова промисловість проявляє великий інтерес до можливого використання таких матеріалів. Ключові напрямки цих досліджень — застосування реопексних матеріалів для створення персонального захисту військових та захисту транспортних засобів. Також проводяться дослідження щодо можливого застосування цих матеріалів в автоспорті, на транспорті, у важкій атлетиці, парашутному спорті, де також існує необхідність захисту людей від можливих травм. Зокрема, використання реопексних матеріалів для виготовлення взуття, що здатне покращувати захист при зростанні навантаження на нього.
Некоректним прикладом, на якому часто намагаються продемонструвати властивість реопексії, є кукурудзяний крохмаль, перемішаний з водою, що має вигляд дуже в'язкої білої рідини. Це рідкий об'єкт, який може стати майже твердим, якщо створити у ньому тиск, але легко стікає, коли не перебуває під тиском. Однак, ця речовина насправді відноситься до дилатантних рідин, які не показують залежну від часу перемішування зміну в'язкості, котра характерна для реопексії. Два терміни часто плутають. Реопексна рідина на початку перемішування залишається рідкою, стаючи густішою по мірі того, як  триває це перемішування.